# Tarenna pentamera
Tarenna pentamera är en måreväxtart som först beskrevs av George Bentham, och fick sitt nu gällande namn av Sally T. Reynolds. Tarenna pentamera ingår i släktet Tarenna och familjen måreväxter. Inga underarter finns listade i Catalogue of Life.